# 1981 au Yukon
Chronologie du Yukon
- 1977
- 1978
- 1979
- 1980
- 1981
- 1982
- 1983
- 1984
- 1985

Cette page concerne des événements d'actualité qui se sont produits durant l'année 1981 dans le territoire canadien du Yukon.

## Politique
- Premier ministre : Chris Pearson (Parti progressiste-conservateur)
- Chef de l'Opposition officielle : Ron Veale (Parti libéral) (jusqu'au peut-être en Octobre) puis Tony Penikett (NPD)
- Commissaire : Douglas Bell (en)
- Législature : 24e

## Événements
- Le député de Whitehorse-Ouest, Tony Penikett succède à Fred Berger (en) au poste du chef du Nouveau Parti démocratique du Yukon
- 9 mars : Le chef du Parti libéral Ron Veale remporte la première élection partielle territoriale, dans Whitehorse-Riverdale-Sud à la suite de la démission de l'ancien chef Iain McKay.
- 15 avril : Le docteur et député de Whitehorse-Centre-Sud Jack Hibberd démissionne de ses fonctions, car il accepte le poste de consultant chirurgical d'un hôpital à l'extérieur du Yukon.
- 16 septembre : Le député indépendant de Faro Maurice Byblow (en) se joindre au NPD, ce qui laisse le NPD a deux sièges.
- 13 octobre : Le néo-démocrate Roger Kimmerly (en) remporte l'élection partielle de Whitehorse-Centre-Sud à la suite de la démission du docteur Jack Hibberd. Avec trois sièges de plus, le NPD remplace les libéraux à l'Opposition officielle.